# جورج فرنتش أنغس
جورج فرنتش أنغس (بالإنجليزية: George French Angas)‏ عالم إنجليزي اختص في التاريخ الطبيعي، الاستكشاف والرسم. هاجر إلى أستراليا، وتعرض لوحاته للعامة مع مجموعة من العروض الفنية الهامة في أستراليا.

## استكشافاته
- نيالا (ظبي)